# Марн-ла-Кокетт
Марн-ла-Кокетт (фр. Marnes-la-Coquette) — муниципалитет во французском департаменте О-де-Сен, в регионе Иль-де-Франс. Население — 1 680 (2008).
Расстояние до Парижа — 14 км, до Нантера — 8 км.

## Геология и рельеф
Площадь муниципального образования 348 гектар, высота колеблется от 105 до 178 метров.
Город расположен между двумя лесистыми холмами: с одной стороны — лес Фосс-Репо, с другой — холм, на котором находится парк Сен-Клу. Часть почвы — мергель, отсюда и название. Это один из самых лесных городов в регионе Парижа.

## Известные жители
- Гюстав Лебон — французский психолог, социолог, антрополог и историк, основатель социальной психологии.
- Джонни Холлидей — французский рок-певец, композитор и актёр кино.